# Готель «Нью-Гемпшир»
«Готель "Нью-Гемпшир"» (англ. The Hotel New Hampshire) — кінострічка 1984 року, що є екранізацією однойменного роману американського письменника Джона Ірвінґа.

## Сюжет
Трагікомічна історія великої американської родини, що охоплює період з 40-х до 80-х років минулого століття, оповідає про «пригоди» її ексцентричних членів по обидва боки Атлантики — від глухого містечка штату Мен до післявоєнного європейського Відня. На очах глядачів сім'я Беррі переживає таку кількість всіляких життєвих ситуацій, що будь-яка нормальна людина на їх місці напевно збожеволіла би.
Головою родини є Він Беррі (Бо Бріджес). Цей чоловік працює звичайним вчителем у школі. Він хоче почати свій власний бізнес. З цією метою й відкриває готель, який називає «Нью-Гемпшир». Він нічого б не зміг зробити, якби йому не допомагала його красуня дружина з дітьми. Ліллі народила своєму чоловікові чотирьох дітей. У родині все йде гладко, між усіма членами складаються гарні відносини. Однак незабаром середня дочка Френні починає дорослішати, а її старший брат Джон хоче зайнятися з нею любов'ю. Дівчина знає про це, тому знущається над Джоном. Їх брат Френк є гомосексуалом…
Після отримання запрошення від давнього знайомого Фрейда родина переїжджає до Австрії.

## У ролях
| Актор            | Роль            |
| ---------------- | --------------- |
| Джоді Фостер     | Френні Беррі    |
| Бо Бріджес       | Він Беррі       |
| Настасія Кінські | Сьюзі           |
| Роб Лоу          | Джон Беррі      |
| Вілфорд Брімлі   | Айова Боб       |
| Пол МакКрейн     | Френк Беррі     |
| Воллес Шон       | Фрейд           |
| Лайза Бейнс      | мати            |
| Дженніфер Дандас | Лілі Беррі      |
| Сет Грін         | «Ембріон» Беррі |
| Аніта Морріс     | Ронда Рей       |
| Аманда Пламмер   | міс Міскеррідж  |
| Метт'ю Модайн    | Чіп Доув        |
| Ліза Бейнс       | мати            |
| Джоель Річардсон | офіціантка      |
| Норріс Домінго   | диригент        |